# Florisuga
Florisuga és un gènere d'ocells de la subfamília dels florisugins (Florisuginae) dins la família del troquílids (Trochilidae). Aquests colibrís habiten zones forestals de Mèxic i Amèrica Central i del Sud.

## Morfologia
Les espècies que engloba aquest gènere són colibrís de mitjana grandària, amb 11-13 cm. Bec recte i negre. El colorit del plomatge d'ambdues espècies és molt diferent entre elles.

## Taxonomia
Aquest gènere va ser introduït per Charles Lucien Bonaparte en 1850, amb Florisuga mellivora com a espècie tipus
Se n'han descrit dues espècies:
- colibrí negre (Florisuga fusca).
- colibrí de clatell blanc (Florisuga mellivora).